# Brandon Scherff
Brandon Scherff (* 26. Dezember 1991 in Denison, Iowa) ist ein ehemaliger US-amerikanischer American-Football-Spieler auf der Position des Offensive Guard. Er spielte für die Jacksonville Jaguars und die Washington Redskins bzw. das Washington Football Team in der National Football League (NFL).

## College
Scherff, der schon früh sportliches Talent zeigte – so spielte er in der Highschool nicht nur auf diversen Positionen American Football, sondern auch Basketball sowie Baseball und betrieb Leichtathletik – hatte Angebote von mehreren Universitäten, entschied sich aber für die University of Iowa und spielte für deren Mannschaft, die Hawkeyes, erfolgreich College Football. Er bestritt insgesamt 43 Partien, wobei er unterschiedliche Positionen in der Offensive Line bekleidete. Für seine guten Leistungen wurde er in diverse Auswahlteams berufen und wiederholt ausgezeichnet, so auch mit der prestigeträchtigen Outland Trophy.

## NFL
Beim NFL Draft 2015 wurde er in der ersten Runde als insgesamt 5. Spieler von den Washington Redskins ausgewählt und erhielt einen Vierjahresvertrag in der Höhe von 21,21 Millionen US-Dollar. Ursprünglich als Right Tackle vorgesehen, wurde er noch während der Vorbereitung zum Right Guard umfunktioniert. Auf dieser Position kam er bereits in seinem Rookiejahr in allen Spielen als Starter zum Einsatz.
2016 und 2017 wurde Scherff in den Pro Bowl berufen. 2018 erlitt er im Spiel gegen die Atlanta Falcons einen Riss eines Brustmuskels und musste die Saison vorzeitig beenden.
Im März 2022 unterschrieb Scherff einen Dreijahresvertrag bei den Jacksonville Jaguars. Nach dem Ablauf seines Vertrags in Jacksonville zum Ende der Saison 2024 beendete Scherff seine Karriere.